# Gianni Moscon
Gianni Moscon (Trento, 20 de abril de 1994) é um ciclista profissional italiano que atualmente corre para a equipa Ineos Grenadiers.

## Palmarés
- 2014
  - Piccolo Giro de Lombardia

- 2015
  - Grande Prêmio Palio del Recioto
  - Troféu Cidade de San Vendemiano
  - Grande Prêmio San Giuseppe
  - Troféu Almar

- 2016
  - Arctic Race da Noruega, mais 1 etapa

- 2017
  - Campeonato da Itália Contrarrelógio

- 2018
  - Coppa Agostoni
  - Giro de Toscana
  - Campeonato da Itália Contrarrelógio  
  - Tour de Guangxi, mais 1 etapa

- 2021
  - 2 etapas do Tour dos Alpes
  - Grande Prêmio de Lugano

## Resultados em Grandes Voltas e Campeonatos do Mundo
Durante a sua carreira desportiva tem conseguido os seguintes postos nas Grandes Voltas e nos Campeonatos do Mundo:
| Corrida                | Corrida                | 2016 | 2017 | 2018 | 2019 | 2020 | 2021 |
| ---------------------- | ---------------------- | ---- | ---- | ---- | ---- | ---- | ---- |
|                        | Giro d'Italia          | —    | —    | —    | —    | —    | 24.º |
|                        | Tour de France         | —    | —    | Exp. | 84.º | —    | —    |
|                        | Volta a Espanha        | —    | 27.º | —    | —    | —    | —    |
| Mundial em Estrada     | Mundial em Estrada     | —    | Exp. | 5.º  | 4.º  | —    | 58.º |
| Mundial Contrarrelógio | Mundial Contrarrelógio | —    | 6.º  | —    | —    | —    | —    |

—: não participa

Ab.: abandono

Exp.: expulsado

## Equipas
- Zalf Euromobil Désirée Fior (2013-2015)
- Sky/INEOS (2016-)
  - Team Sky (2016-04.2019)
  - Team INEOS (05.2019-08.2020)
  - Ineos Grenadiers (08.2020-)